# Leichtathletik-Halleneuropameisterschaften 2021/Teilnehmer (Spanien)
| Gelbes Symbol für Goldmedaillen mit stilisierten Olympischen Ringen | Graues Symbol für Silbermedaillen mit stilisierten Olympischen Ringen | Braundes Symbol für Bronzemedaillen mit stilisierten Olympischen Ringen |
| ------------------------------------------------------------------- | --------------------------------------------------------------------- | ----------------------------------------------------------------------- |
| 1                                                                   | 2                                                                     | 2                                                                       |

Aus Spanien starteten 18 Athletinnen und 18 Athleten bei den Leichtathletik-Halleneuropameisterschaften 2021 in Toruń, die fünf Medaillen (1 × Gold, 2 × Silber und 2 × Bronze) errangen und einen Landesrekord aufstellten.
Insgesamt 37 Athleten (18 Frauen und 19 Männer) wurden nominiert, die die von Trainer Pepe Peiró und der Sportleitung des Spanischen Leichtathletikverbandes (RFEA) festgelegten Kriterien erfüllt hatten – darunter 16 aktuelle spanische und drei amtierende Europameister der Halleneuropameisterschaften 2019 in Glasgow. Die Teilnehmerzahl reduzierte sich, da der Weitspringer Eusebio Cáceres wegen einer Überbeanspruchung der ischiocruralen Muskulatur nicht starten konnte.

## Ergebnisse

### Frauen

#### Laufdisziplinen
| Athletin           | Disziplin   | Vorlauf        | Vorlauf | Halbfinale         | Halbfinale         | Finale                    | Finale                    |
| Athletin           | Disziplin   | Zeit           | Platz   | Zeit               | Platz              | Zeit                      | Platz                     |
| ------------------ | ----------- | -------------- | ------- | ------------------ | ------------------ | ------------------------- | ------------------------- |
| María Isabel Pérez | 60 m        | 7,39 s         | 26      | nicht qualifiziert | nicht qualifiziert | nicht qualifiziert        | nicht qualifiziert        |
| Paula Sevilla      | 60 m        | 7,44 s         | 32      | nicht qualifiziert | nicht qualifiziert | nicht qualifiziert        | nicht qualifiziert        |
| Aauri Bokesa       | 400 m       | 53,64 s        | 31      | nicht qualifiziert | nicht qualifiziert | nicht qualifiziert        | nicht qualifiziert        |
| Andrea Jiménez     | 400 m       | 54,34 s        | 37      | nicht qualifiziert | nicht qualifiziert | nicht qualifiziert        | nicht qualifiziert        |
| Daniela García     | 800 m       | 2:04,14 min PB | 8       | 2:04,32 min        | 12                 | nicht qualifiziert        | nicht qualifiziert        |
| Esther Guerrero    | 1500 m      | 4:12,39 min    | 11      | –––                | –––                | 4:20,45 min               | 5                         |
| Águeda Marqués     | 1500 m      | 4:09,94 min PB | 4       | –––                | –––                | DQ (Behinderung TR17.2.2) | DQ (Behinderung TR17.2.2) |
| Marta Pérez        | 1500 m      | 4:11,27 min    | 7       | –––                | –––                | 4:20,39 min               | 4                         |
| Blanca Fernández   | 3000 m      | 9:11,06 min    | 19      | –––                | –––                | nicht qualifiziert        | nicht qualifiziert        |
| Marta García       | 3000 m      | 9:02,00 min PB | 14      | –––                | –––                | nicht qualifiziert        | nicht qualifiziert        |
| Lucía Rodríguez    | 3000 m      | 8:56,71 min PB | 6       | –––                | –––                | 8:53,90 min PB            | 8                         |
| Xènia Benach       | 60 m Hürden | 8,22 s         | 27      | nicht qualifiziert | nicht qualifiziert | nicht qualifiziert        | nicht qualifiziert        |
| Teresa Errandonea  | 60 m Hürden | 8,09 s         | 14      | 8,10 s             | 13                 | nicht qualifiziert        | nicht qualifiziert        |
| Caridad Jerez      | 60 m Hürden | 8,29 s         | 35      | nicht qualifiziert | nicht qualifiziert | nicht qualifiziert        | nicht qualifiziert        |

#### Sprung/Wurf
| Athletin           | Disziplin   | Qualifikation | Qualifikation | Finale     | Finale |
| Athletin           | Disziplin   | Weite         | Platz         | Weite      | Platz  |
| ------------------ | ----------- | ------------- | ------------- | ---------- | ------ |
| Fátima Diame       | Weitsprung  | 6,62 m PB     | 4             | 6,47 m     | 7      |
| Ana Peleteiro      | Dreisprung  | 14,10 m       | 5             | 14,52 m SB | Silber |
| María Belén Toimil | Kugelstoßen | 18,64 m       | 3             | 18,01 m    | 7      |

#### Fünfkampf
| Athletin      | Disziplin | 60 m Hürden | Hochsprung | Kugelstoßen | Weitsprung | 800 m | Punkte | Platz |
| ------------- | --------- | ----------- | ---------- | ----------- | ---------- | ----- | ------ | ----- |
| María Vicente | Ergebnis  | 8,31 s      | 1,77 m PB  | 12,40 m PB  | NM         | DNS   | DNF    | –     |
| María Vicente | Punkte    | 1059        | 941        | 688         | 0          | –     | DNF    | –     |

### Männer

#### Laufdisziplinen
| Athlet                   | Disziplin   | Vorlauf        | Vorlauf | Halbfinale         | Halbfinale         | Finale             | Finale             |
| Athlet                   | Disziplin   | Zeit           | Platz   | Zeit               | Platz              | Zeit               | Platz              |
| ------------------------ | ----------- | -------------- | ------- | ------------------ | ------------------ | ------------------ | ------------------ |
| Sergio López             | 60 m        | 6,86 s         | 56      | nicht qualifiziert | nicht qualifiziert | nicht qualifiziert | nicht qualifiziert |
| Daniel Rodríguez         | 60 m        | 6,75 s         | 31      | nicht qualifiziert | nicht qualifiziert | nicht qualifiziert | nicht qualifiziert |
| Lucas Búa                | 400 m       | 46,92 s        | 12      | nicht qualifiziert | nicht qualifiziert | nicht qualifiziert | nicht qualifiziert |
| Samuel García            | 400 m       | 47,02 s        | 16      | nicht qualifiziert | nicht qualifiziert | nicht qualifiziert | nicht qualifiziert |
| Óscar Husillos           | 400 m       | 46,83 s PB     | 9       | 46,26 s SB         | 2                  | 46,22 s SB         | Gold               |
| Álvaro de Arriba         | 800 m       | 1:49,99 min    | 21      | nicht qualifiziert | nicht qualifiziert | nicht qualifiziert | nicht qualifiziert |
| Mariano García           | 800 m       | 1:49,86 min    | 18      | 1:47,63 min        | 6                  | nicht qualifiziert | nicht qualifiziert |
| Pablo Sánchez-Valladares | 800 m       | 1:48,43 min    | 4       | 2:05,11 min        | 18                 | nicht qualifiziert | nicht qualifiziert |
| Ignacio Fontes           | 1500 m      | 3:38,68 min    | 1       | –––                | –––                | 3:39,66 min        | 4                  |
| Jesús Gómez              | 1500 m      | 3:40,75 min    | 11      | –––                | –––                | 3:38,47 min        | Bronze             |
| Abderrahman El Khayami   | 1500 m      | 3:49,34 min    | 47      | –––                | –––                | nicht qualifiziert | nicht qualifiziert |
| Gonzalo García           | 3000 m      | 7:59,09 min    | 23      | –––                | –––                | nicht qualifiziert | nicht qualifiziert |
| Mohamed Katir            | 3000 m      | 7:54,95 min    | 14      | –––                | –––                | 7:49,72 min        | 4                  |
| Adel Mechaal             | 3000 m      | 7:46,52 min SB | 2       | –––                | –––                | 7:49,47 min        | Bronze             |
| Enrique Llopis           | 60 m Hürden | 7,70 s         | 8       | 7,74 s             | 13                 | nicht qualifiziert | nicht qualifiziert |
| Asier Martínez           | 60 m Hürden | 7,67 s         | 6       | 7,67 s             | 6                  | 7,60 s PB          | 4                  |
| Luis Salort              | 60 m Hürden | 7,97 s         | 33      | nicht qualifiziert | nicht qualifiziert | nicht qualifiziert | nicht qualifiziert |

#### Siebenkampf
| Athlet      | Disziplin | 60 m       | Weitsprung | Kugelstoßen | Hochsprung | 60 m Hürden | Stabhochsprung | 1000 m      | Punkte | Platz  |
| ----------- | --------- | ---------- | ---------- | ----------- | ---------- | ----------- | -------------- | ----------- | ------ | ------ |
| Jorge Ureña | Ergebnis  | 7,03 s =SB | 7,33 m SB  | 14,57 m PB  | 2,10 m PB  | 7,87 s SB   | 4,90 m SB      | 2:43,16 min | 6158   | Silber |
| Jorge Ureña | Punkte    | 872        | 893        | 763         | 896        | 1015        | 880            | 839         | 6158   | Silber |